# Хантимерян, Луспарон Амбарцумович
Луспарон Амбарцумович Хантимерян (21 сентября 1914, Крым, область Войска Донского — 1994, Крым, Ростовская область) — советский самбист, борец вольного и классического стилей, чемпион и призёр чемпионатов СССР, мастер спорта СССР (1946). Тренер. Участник Великой Отечественной войны.

## Спортивные результаты
- Чемпионат СССР по классической борьбе 1938 года — ;
- Чемпионат СССР по классической борьбе 1944 года — ;
- Чемпионат СССР по вольной борьбе 1946 года — ;
- Чемпионат СССР по вольной борьбе 1947 года — ;
- Чемпионат СССР по вольной борьбе 1950 года — ;
- Чемпионат СССР по самбо 1949 года — ;

## Награды
- Орден Отечественной войны II степени (6.4.1985)[2]

## Память
В Ростове-на-Дону по адресу улица Севастопольская, 56 установлена мемориальная доска в память о Луспароне Хантимеряне.